# Buderim
Buderim est un centre urbain australien situé dans la zone d'administration locale de la Sunshine Coast, au Queensland.

## Géographie
Buderim s'étend sur une colline de 180 mètres qui surplombe la partie sud de la Sunshine Coast, près de la côte de la mer de Corail. Il comprend les localités de Buderim, Kunda Park, Mons, Mountain Creek, Sippy Downs et Tanawha.

## Démographie
| 2011   | 2016   | 2021   |
| ------ | ------ | ------ |
| 45 740 | 54 483 | 58 956 |